# Julius Mařák

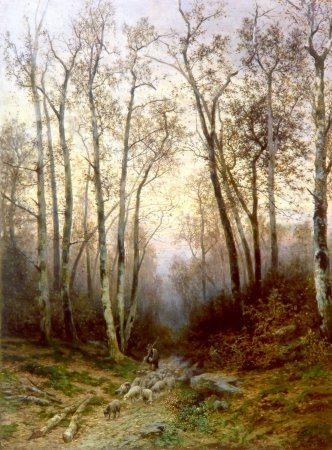
Powrót z pastwiska

Julius Mařák (ur. 29 marca 1832 w Litomyšlu, zm. 8 października 1899 w Pradze) – czeski malarz pejzażysta.
Studiował malarstwo w Pradze (1852 – 53) i w Monachium (1853–55). Od 1858 mieszkał w Wiedniu, po 1887 przeniósł się do Pragi, gdzie objął funkcję profesora na Akademii Sztuk Pięknych.
Mařák był autorem pejzaży utrzymanych w duchu romantyzmu i realizmu. Interesowały go leśne plenery i miejsca związane z historią Czech (Říp, Blanik, Vyšehrad, Radhošť). Był cenionym pedagogiem, jego uczniami byli Antonín Slavíček i František Kaván.